# دينيسي كلارك
دينيسي كلارك (بالإنجليزية: Dean Clarke)‏ (28 يوليو 1977 بهيرفورد في المملكة المتحدة - ) هو لاعب كرة قدم بريطاني في مركز الوسط. لعب مع نادي باري تاون يونايتد ونيوبورت كونتي ونادي ميرثير تيدفيل ‏ ونادي هيرفورد وMerthyr Town F.C. ‏ ونادي باث سيتي ونادي تشيلتنهام تاون لكرة القدم وWestfields F.C. ‏.

## وصلات خارجية
- دينيسي كلارك على موقع قاعدة بيانات كرة القدم.إي يو (الإنجليزية)